# العلاقات الفانواتية الكوستاريكية
العلاقات الفانواتية الكوستاريكية هي العلاقات الثنائية التي تجمع بين فانواتو وكوستاريكا.

## مقارنة بين البلدين
هذه مقارنة عامة ومرجعية للدولتين:
| وجه المقارنة                                              | فانواتو                                  | كوستاريكا                                 |
| --------------------------------------------------------- | ---------------------------------------- | ----------------------------------------- |
| المساحة (كم2)                                             | 12.19 ألف                                | 51.10 ألف                                 |
| عدد السكان (نسمة)                                         | 276.24 ألف                               | 4.91 مليون                                |
| الكثافة السكانية (ن./كم²)                                 | 22.66                                    | 96.09                                     |
| العاصمة                                                   | بورت فيلا                                | سان خوسيه                                 |
| اللغة الرسمية                                             | اللغة البسلاما، لغة فرنسية، لغة إنجليزية | اللغة الإسبانية                           |
| العملة                                                    | فاتو فانواتي                             | كولون كوستاريكي                           |
| الناتج المحلي الإجمالي (بليون دولار)                      | 862.88 مليون                             | 57.06 مليار                               |
| الناتج المحلي الإجمالي (تعادل القوة الشرائية) بليون دولار | 790.76 مليون                             | 74.98 مليار                               |
| الناتج المحلي الإجمالي الاسمي للفرد دولار أمريكي          | 2.81 ألف                                 | 11.26 ألف                                 |
| الناتج المحلي الإجمالي للفرد دولار أمريكي                 | 3.03 ألف                                 | 14.92 ألف                                 |
| مؤشر التنمية البشرية                                      | 0.594                                    | 0.766                                     |
| رمز المكالمات الدولي                                      | +678                                     | +506                                      |
| رمز الإنترنت                                              | .vu                                      | .cr، قائمة نطاقات المستوى الأعلى للإنترنت |
| المنطقة الزمنية                                           | ت ع م+11:00                              | 00                                        |

## منظمات دولية مشتركة
يشترك البلدان في عضوية مجموعة من المنظمات الدولية، منها:
| علم المنظمة | اسم المنظمة                        | تاريخ انضمام فانواتو | تاريخ انضمام كوستاريكا |
| ----------- | ---------------------------------- | -------------------- | ---------------------- |
|             | يونسكو                             | 10 فبراير 1994       | 19 مايو 1950           |
|             | مؤسسة التمويل الدولية              | 28 سبتمبر 1981       | 20 يوليو 1956          |
|             | منظمة حظر الأسلحة الكيميائية       | ?                    | ?                      |
|             | مؤسسة التنمية الدولية              | 28 سبتمبر 1981       | 30 يونيو 1961          |
|             | منظمة التجارة العالمية             | ?                    | ?                      |
|             | وكالة ضمان الاستثمار متعدد الأطراف | 27 يوليو 1988        | 8 فبراير 1994          |
|             | الاتحاد البريدي العالمي            | ?                    | ?                      |
|             | الاتحاد الدولي للاتصالات           | 30 مارس 1988         | 13 سبتمبر 1932         |
|             | الأمم المتحدة                      | 15 سبتمبر 1981       | 2 نوفمبر 1945          |
|             | البنك الدولي للإنشاء والتعمير      | 28 سبتمبر 1981       | 8 يناير 1946           |

## وصلات خارجية
- موقع وزارة الخارجية الكوستاريكية